# های بریج (کنتاکی)
های بریج (به انگلیسی: High Bridge) یک منطقهٔ مسکونی در ایالات متحده آمریکا است که در کنتاکی واقع شده‌است.های بریج ۶٫۰۳ کیلومتر مربع مساحت و ۲۴۲ نفر جمعیت دارد و ۲۴۳٫۲۳ متر بالاتر از سطح دریا واقع شده‌است.